# Hyposphen-Hypantrum-Gelenk
Das Hyposphen-Hypantrum-Gelenk ist ein zusätzliches Gelenk zwischen den Wirbeln, das bei einigen fossilen Reptilien aus der Gruppe der Archosauromorpha auftritt. Es besteht aus einem Fortsatz an der Rückseite der Wirbel, dem Hyposphen, das in eine Kerbe auf der Vorderseite des nachfolgenden Wirbels passt, dem Hypantrum. Hyposphen-Hypantrum-Gelenke kommen in den Rückenwirbeln und gelegentlich zusätzlich in den hinteren (posterioren) Halswirbeln und den vorderen (anterioren) Schwanzwirbeln vor.
Dieses Verbindungselement existierte zusätzlich zu den gewöhnlichen Verbindungselementen der Wirbel, den Post- und Präzygapophysen. Zusätzliche Verbindungselemente in den Rückenwirbeln traten innerhalb der Reptilien mehrfach auf; ein Beispiel sind die Zygosphen-Zygantrum-Gelenke bei Schlangen. Hyposphen-Hypantrum-Gelenke kommen in verschiedenen, nicht näher miteinander verwandten Gruppen der Archosauromorphen insbesondere bei großen Formen vor, beispielsweise bei den Rauisuchiden, den Silesauriden und – innerhalb der Dinosaurier – bei den Saurischia. Sie versteiften und stabilisierten die Wirbelsäule und unterstützten somit beispielsweise wahrscheinlich den Riesenwuchs der sauropoden Dinosaurier.
Bei frühen Dinosauromorphen (den Vorläuferformen der Dinosaurier) wie beispielsweise Marasuchus, Lagosuchus und Euparkeria als auch in Ornithischiern fehlen Hyposphen-Hypantrum-Gelenke. Daraus folgt, dass sich dieses Merkmal erst bei den Saurischia neu herausbildete – es gilt daher als gemeinsam abgeleitetes Merkmal (Synapomorphie) dieser Gruppe. Innerhalb der Saurischia tritt dieses Merkmal in sämtlichen basalen Formen auf. Innerhalb der Theropoden findet es sich bei zahlreichen Gattungen, einschließlich des sehr vogelähnlichen, abgeleiteten Dromaeosauriden Rahonavis. Bei modernen Vögeln fehlt dieses Merkmal. Innerhalb der Sauropodomorpha war das Merkmal bei Prosauropoden sowie bei Sauropoden vorhanden, ging jedoch bei zwei hauptsächlich in der Kreide auftretenden Gruppen, den Titanosauria und den Rebbachisauridae, unabhängig voneinander verloren.
Das Hyposphen besteht für gewöhnlich aus einem vertikalen Kamm und befindet sich unterhalb der Postzygapophysen, während das Hypantrum zwischen den Präzygapophysen sitzt. Bei vielen Gattungen ist das untere (ventrale) Ende des Hyposphens leicht transvers expandiert. Innerhalb der Sauropoden ist die Form dieser Verbindung extrem variabel.

## Belege
1. ↑  Rafalstrok Piechowskia, Jerzy Dzik: The axial skeleton of Silesaurus opolensis. In: Journal of Vertebrate Paleontology 30(4): S. 1127–1141, Juli 2010
2. 1 2 3  Sebastián Apesteguía: Evolution of the Hyposphene-Hypantrum Complex within Sauropoda. In: Thunder-Lizards: The Sauropodomorph Dinosaurs, herausgegeben von Virginia Tidwell und Kenneth Carpenter, 2005, Indiana University Press, ISBN 0-253-34542-1
3. 1 2 3  Oliver Rauhut: The Interrelationships and Evolution of Basal Theropod Dinosaurs (Special Papers in Palaeontology), Blackwell Publ, 2003
4. 1 2  Jacques Gauthier: Saurischian monophyly and the origin of birds. In: Memoirs of the California Academy of Sciences. Band 8, Nr. 1, 1986, S. 16–17.
5. ↑  Max C. Langer: Basal Saurischia. In: The Dinosauria (sec. edition), herausgegeben von Weishampel, Dodson und Osmólska. University of California Press, 2004, S. 32, ISBN 0-520-24209-2